# Baron Freyberg

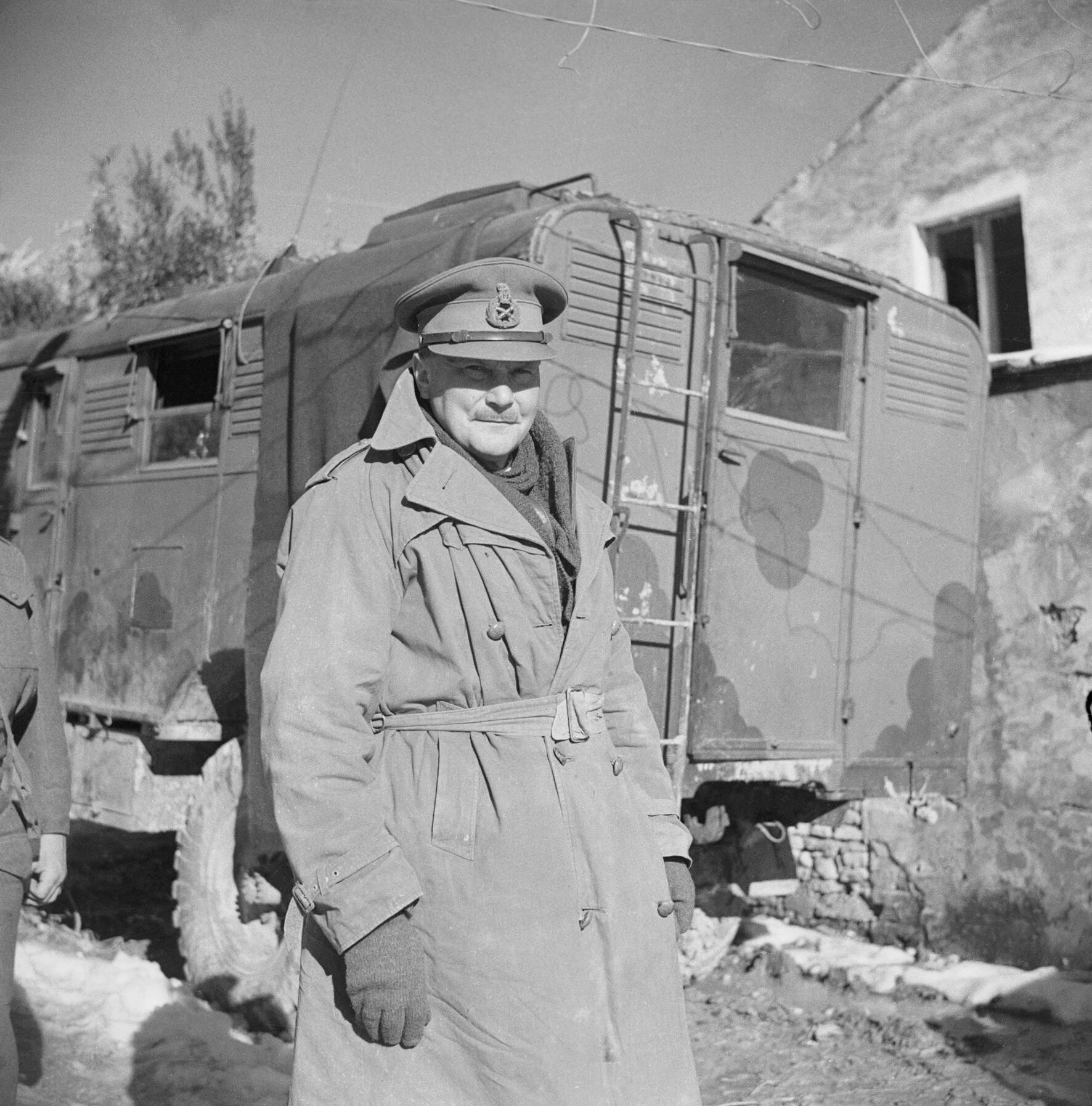
Sir Bernard Freyberg in Monte Cassino, 1944

Wappen der Barone Freyberg

Baron Freyberg, of Wellington in New Zealand and of Munstead in the County of Surrey, ist ein erblicher britischer Adelstitel in der Peerage of the United Kingdom.
Familiensitz der Barone ist Munstead House bei Godalming in Surrey.

## Verleihung
Der Titel wurde am 16. Oktober 1951 für den Generalgouverneur von Neuseeland, Sir Bernard Freyberg, geschaffen. Dieser war als Offizier im Ersten Weltkrieg mit dem Victoria-Kreuz ausgezeichnet worden und General im Zweiten Weltkrieg gewesen: Er war verantwortlich für den ungerechtfertigten alliierten Luftangriff auf das Kloster Montecassino während der Kämpfe um die Gustav-Linie am 15. Februar 1944.
Heutiger Titelinhaber ist seit 1993 sein Enkel Valerian Freyberg als 3. Baron.

## Liste der Barone Freyberg (1951)
- Bernard Cyril Freyberg, 1. Baron Freyberg (1889–1963)
- Paul Richard Freyberg, 2. Baron Freyberg (1923–1993)
- Valerian Bernard Freyberg, 3. Baron Freyberg (* 1970)

Titelerbe (Heir apparent) ist der Sohn des jetzigen Barons, Hon. Joseph John Freyberg (* 2007). 